# Rudolf II. Bádenský
Rudolf II. Bádenský (úmrtí 14. února 1295) byl bádenský markrabě.

## Život
Narodil se jako syn Rudolfa I. Bádenského a Kunigundy z Ebersteinu.
Do smrti svého otce byl nazýván Rudolf Mladší a po smrti Rudolf Starší.
Oženil se s Adelaidou z Ochsensteinu, která byla vdovou po hraběti z Strassbergu.
Zemřel 14. února 1295.